# Świetlikokształtne
Świetlikokształtne (Myctophiformes) – rząd ryb promieniopłetwych (Actinopterygii), obejmujący około 250 gatunków charakteryzujących się obecnością narządów świetlnych. Klasyfikowane są w rodzinach:
- Myctophidae – świetlikowate
- Neoscopelidae

Wcześniej klasyfikowane były jako Myctophoidei – świetlikowce, w rzędzie śledziokształtnych.
Świetlikokształtne są małymi rybami – długość ich ciała mieści się w przedziale od kilku do 30 centymetrów. Głowa i ciało są bocznie spłaszczone. Oczy położone są po bokach ciała (u Hierops zachodzą na wierzch głowy). Duży otwór gębowy znajduje się w położeniu końcowym. Płetwa tłuszczowa obecna u większości gatunków. 
Ryby te żyją w ławicach. Żywią się planktonem. Stanowią pokarm ptaków, morskich ssaków oraz ryb. Są poławiane gospodarczo na niewielką skalę, przetwarzane na tłuszcz i mączkę rybną.